# Kidrič
Kidrič ist ein slowenischer Familienname. Bekannte Träger des Namens sind:
- Boris Kidrič (1912–1953), jugoslawischer Politiker
- France Kidrič (1880–1950), jugoslawischer Historiker

Nach Boris Kidrič wurden benannt:
- Institut für Nuklearwissenschaften „Boris Kidrič“, Forschungsinstitut in Vinča bei Belgrad
- Waggonfabrik Boris Kidrič, Waggonfabrik in Maribor